# Königreich Champasak
Das Königreich Champasak war neben Luang Phrabang und Vientiane eines der drei laotischen Reiche, die infolge des Zerfalls von Lan Xang entstanden. Das größtenteils im Süden des heutigen Laos entlang des Mekongs gelegene Königreich hatte von 1713 bis 1778 als unabhängiges Land Bestand, ohne jemals die Bedeutung der anderen beiden laotischen Staaten zu erreichen. Nach der Eroberung durch Chaophraya Chakri wurde es, im Rang herabgestuft, eine autonome Provinz Siams. Mit der Abtretung des Gebiets an Französisch-Indochina hörte das Reich 1904 faktisch auf zu existieren, blieb aber formal bis zum Thronverzicht 1946 bestehen.
Die Hauptstadt war die gleichnamige Stadt Champasak, die jedoch erst im 19. Jahrhundert an die heutige Stelle verlegt wurde.

## Die Region Champasak

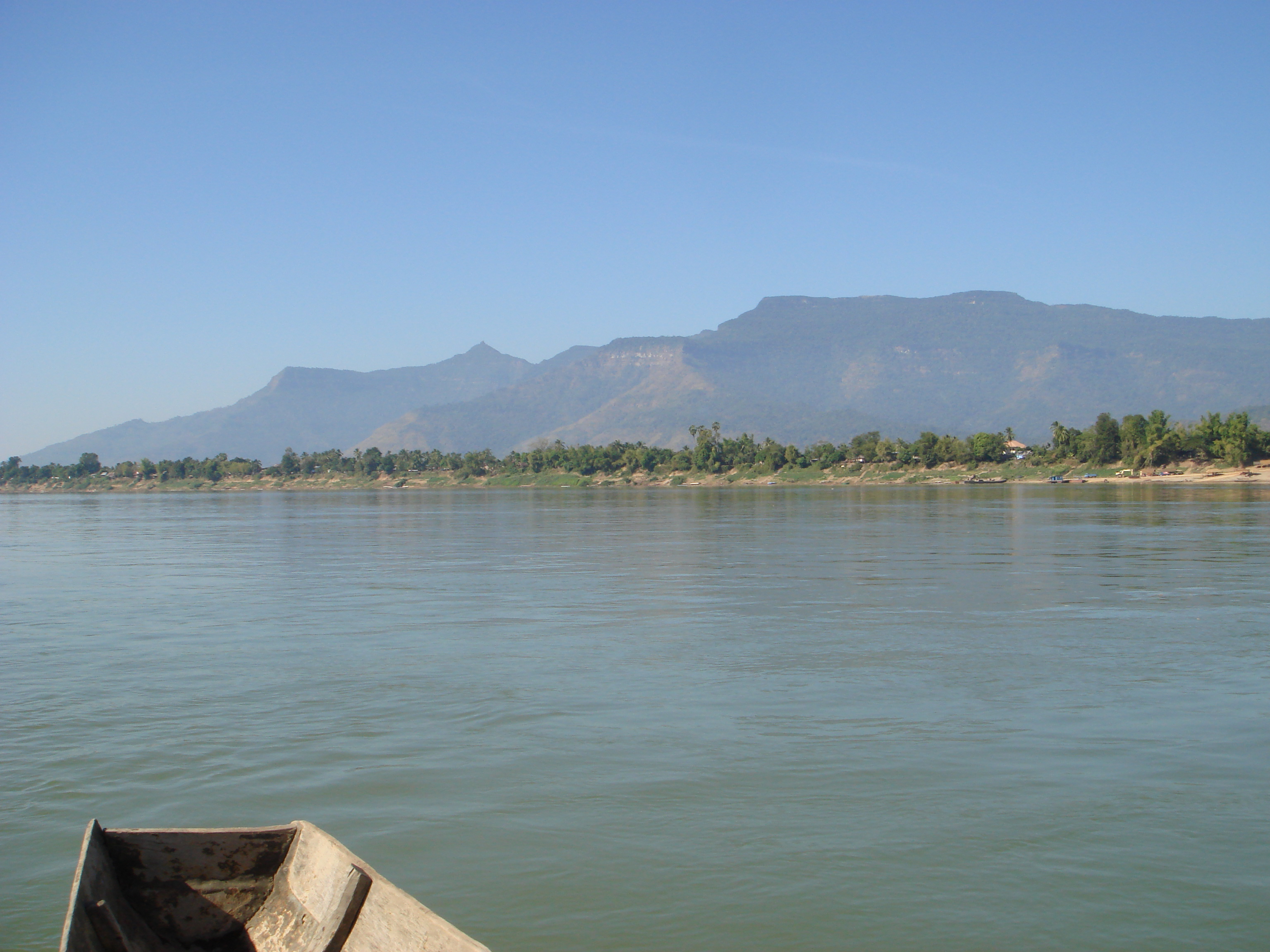
Champasak vom Mekong aus gesehen

Der Name des Königreiches leitet sich von der Region Champasak ab, einem Gebiet am mittleren Mekong im heutigen Südlaos. Benannt ist das Gebiet nach dem Volk der Cham und deren Reich Champa, welches sich bis in die Region erstreckt haben soll. Es ist allerdings wissenschaftlich nicht gesichert, dass das Gebiet jemals von den Cham besiedelt war.
Champasak erlebte Ende des 5. Jahrhunderts eine Blütezeit, geriet danach für lange Zeit in den Einflussbereich des Khmer-Reichs von Angkor und wurde erst spät Teil des laotischen Königreiches Lan Xang. Der abgelegene und größtenteils von nicht-laotischen Ethnien bewohnte Landstrich hatte allerdings für den in Luang Prabang und Vientiane residierenden Herrscher keine größere Bedeutung, abgesehen von einigen wenigen Tempelanlagen. Eine kulturelle und politische Blüte unter laotischer Herrschaft erlebte die Region deshalb erst mit der Entstehung des Königreiches Champasak.
Im modernen Laos existiert eine Provinz Champasak, die jedoch nur einen kleinen Teil des damaligen Königreichs ausmacht. Zum Zeitpunkt seiner größten Ausdehnung umfasste Champasak den Großteil des heutigen Südlaos, Gebiete im Norden Kambodschas sowie bedeutende Landflächen westlich des Mekongs, die heute zu den Nordostprovinzen Thailands gehören.

## Geschichte

### Entstehung
Um 1700 war Champasak ein bedeutendes Zentrum der Kui, einer den Khmer verwandten austroasiatischen Ethnie. Diese erkannten den Khmer-König in Oudong (Banteay Pich) als Oberherrscher an. Das Gemeinwesen hatte ein weibliches Oberhaupt, Fürstin Nang Pheng (oder Nang Phaen). Diese war der Legende nach die uneheliche Tochter der Fürstin Nang Phao des bis dahin relativ unbedeutenden Stammesfürstentums Champasak mit dem Lao-Fürsten Thao Pang-Kham, dem angeblichen Verfasser des laotischen Nationalepos Sinsai.
Nach dem Tod von Sulinyavongsa, dem letzten großen König von Lan Xang, um 1690 oder 1694 zerfiel das aus mehreren voneinander abhängigen Fürstentümern zusammengesetzte Reich der Lao. Zwischen verschiedenen Aristokraten und ihren Anhängern brachen Kämpfe auf. 1707 entstanden zwei separate Königreiche in Vientiane und Luang Prabang. Eine Gruppe von etwa 3000 Lao unter Führung des populären Mönchs Phra Khru Phon Samet (oder Phra Kou Nhot-Keo) verließ die Gegend von Vientiane und wanderte südwärts. Als sie 1708 in Champasak ankamen, verzichtete Nang Pheng zugunsten Phon Samets auf die Herrschaft. Dieser konnte die zuvor herrschenden Unruhen und das Bandenunwesen in Champasak beenden, errichtete neue Pagoden, führte eine Verwaltung, Kultur und Bräuche nach dem Vorbild von Vientiane ein, sodass eine Art „Klein-Vientiane“ entstand. Bei der Bevölkerung wurde der Fürst-Mönch sehr populär, teilweise sogar als Heiliger verehrt. Er war sich jedoch seiner nicht-königlichen Abstammung bewusst und trat das Fürstentum 1713 an Prinzessin Soumangkhala, die Tochter Soulingvongses, die nach dem Tod ihres Vaters ebenfalls aus Vientiane geflohen war, um der Ehe mit einem hohen Beamten zu entgehen, und deren Sohn Nokasad ab. Nokasad ließ sich 1714 unter dem Namen Soi Sri Samut (auch Soi Sisamouth oder Soi Si Samut) zum König von Champasak krönen. Nach Luang Prabang im Norden und Vientiane in der Mitte war das südlich gelegene Champasak damit das dritte aus den Überresten Lan Xangs hervorgegangene Königreich.

### Entwicklung bis 1778
Unter König Soi Sisamouth (Nokasad) spaltete sich Champasak erfolgreich von den beiden anderen laotischen Reichen ab. Soi Sisamouth schuf innerhalb kurzer Zeit ein ansehnliches Reich, das unter anderem die Orte Don Khong, Attapeu (die er beide neu errichten ließ), Muong Manh (Provinz Saravane), Muong Sri-Nakorn-Taow (heute in der thailändischen Provinz Si Sa Ket), Muong Thong (thailändische Provinz Roi Et) und Chiang Taeng (heute Stung Treng in Kambodscha) umfasste; in den einzelnen Orten setzte er Statthalter ein. Das Königreich umfasste also außer dem Süden des heutigen Laos auch wesentliche Teile des heute thailändischen Isan und des nördlichen Kambodscha. Es war ein multiethnisches Gemeinwesen, in dem sich Lao, Khmer, „Kha“ und Kui mischten, wobei die Lao zunächst in der Minderheit waren.
Soi Sisamouths Regierungszeit endete um 1737/38, sein Sohn Sayakumane (Saya Kuman) folgte ihm als König Pothi auf den Thron. König Pothi hatte seinen Bruder Tammatevo Pudisatkhattinarat bereits 1728 zum Uparat (Vizekönig) ernannt und setzte den Aufbau des Königreichs fort. Im Laufe des 18. Jahrhunderts setzte sich die Migration von Lao-Aristokraten, die in den nord- und zentrallaotischen Zentren Luang Prabang und Vientiane keine Chance auf Beteiligung an der politischen Macht sahen, mit ihren jeweiligen Untergebenen und Anhängern in die bis dahin dünn besiedelten Gebiete im Süden und auf dem Khorat-Plateau (dem heutigen Isan) fort. Das Lao-Element im Herrschaftsbereich von Champasak wurde dadurch gestärkt.
Um 1766 begann Vorarad-Vongsa, ein bedeutender Würdenträger im Königreich Vientiane, eine Rebellion (Serk-Kha-Kabote) und versuchte so ein eigenes Reich am Mekong zu gründen. Sein Plan scheiterte, er unterwarf sich jedoch dem König von Champasak, was zum Konflikt zwischen Champasak und Vientiane führte. Später sagte sich Vorarad-Vongsa von beiden Reichen los und versuchte, sich Siam anzuschließen, wurde aber kurz darauf von Anhängern des Königs von Vientiane getötet. Dies führte, da das Verhältnis zwischen Siam und Vientiane bereits durch verschiedene Streitpunkte schwer gestört war, 1778 zum Kriegsausbruch. König Taksin von Siam sandte eine von General Chaophraya Chakri (dem späteren König Rama I.) geführte Invasionsarmee nach Osten; Ziele der Offensive waren neben Vientiane das vor allem als Reis- und Fischlieferant bedeutende Kambodscha sowie das Königreich Champasak, das zwar an sich unbedeutend, jedoch wegen seiner Lage zwischen den anderen beiden Angriffszielen von militärstrategischer Bedeutung war. Der erste Vorstoß richtete sich gegen Champasak, das Reich wurde ohne größeren Widerstand besetzt. König Pothi wurde als Gefangener nach Krung Thep (Bangkok) gebracht. Auch das Königreich Vientiane unterlag den Siamesen; die gleichnamige Hauptstadt wurde geplündert und zerstört. Luang Prabang hatte sich zwar im Krieg auf die Seite Siams gestellt, musste sich aber ebenfalls unterwerfen.

### Champasak als siamesischer Vasallenstaat
Bereits 1780 durfte König Sayakumane als Vasall und Statthalter des siamesischen Königs nach Champasak zurückkehren. Als Vasallenstaat mussten die Herrscher, Thronfolger, ersten Minister und Vizekönige (Uparat) von Siam bestätigt werden; daneben hatten sich Angehörige der Herrscherfamilie als Geiseln in Bangkok aufzuhalten. Dazu kamen die üblichen Tributzahlungen (hauptsächlich lieferten die laotischen Staaten Holzprodukte, Vieh und Edelmetalle). Obwohl der Herrscher von Champasak also weiterhin über sein Reich herrschte, wurde er durch die Gesetze aus Bangkok in seinem Handlungsspielraum stark eingeschränkt.
Während die Könige der anderen beiden laotischen Reiche ihren Königstitel behalten durften, wurde das bedeutend kleinere Champasak von Siam im Rang herabgestuft, anstelle König (Chao Prathetsarat) hatte sich Sayakumane nur noch Chao Khong Nakhon (übersetzt ungefähr: Herrscher über ein autonomes Gebiet) zu nennen. 1791 kam es zu einem von Xieng Keo angeführten Aufstand der Mon; als sich die Aufständischen der Hauptstadt näherten, starb Sayakumane 81-jährig an einem Herzinfarkt. Die Stadt wurde von den Rebellen eingenommen, kurz darauf wurden diese aber von hinzugekommenen Truppen besiegt. Nachfolger von Siams Gnaden wurde Fay Na (Fai-Na), der sich an der Niederschlagung des Aufstands erfolgreich beteiligt hatte. Er ließ die Hauptstadt nach Norden verlegen und regierte bis zu seinem Tod 1807 oder 1811. Ihm folgte No Muong, der Sohn des alten Königs Sayakumane, auf den Thron, der jedoch nach nur drei Tagen starb. Da sich der siamesische Gouverneur, der die Thronfolge bestätigen sollte, bereits auf dem Rückweg befand, folgte nun ein Interregnum bis 1813, als Manoi, ein Neffe Thammathevos, von Siam als Herrscher eingesetzt wurde. 1819 folgte ein weiterer Aufstand der „Kha“, der dieses Mal von einem Mönch namens Sa, der angeblich über übernatürliche Kräfte verfügte, angeführt wurde. Manoi floh vor den Aufständischen nach Bangkok, während Sa die Stadt Champasak eroberte und niederbrennen ließ. Nachdem siamesisch-laotische Truppen nach Champasak vorstießen, floh Sa in die Berge bei Attapeu, wurde aber kurz darauf von Rajabud Yoh, einem Sohn des Königs Anouvong von Vientiane, gefangen genommen und nach Bangkok gesandt.
Rajabud Yoh übernahm ab 1819 die Macht in Champasak, leitete den Wiederaufbau der Hauptstadt, die er mit Stadtmauern befestigen ließ, und reformierte die Verwaltung. Manoi blieb hingegen in Bangkok, vermutlich weil der siamesische König an seiner Loyalität zweifelte, und starb kurz darauf. Als Interimsherrscher wurde deshalb 1821 Rajabud Yoh, der de facto bereits herrschte, als Belohnung für seine Leistungen offiziell von Siam eingesetzt. Er erhielt den Titel eines Uparat. Durch seine Herrschaft wurde Champasak eng mit dem von seinem Vater Anouvong regierten Königreich Vientiane verbunden. Als König Anouvong kurz darauf eine Rebellion gegen Siam begann und so versuchte, die Einheit und Unabhängigkeit von Laos zu erringen, stellte sich Rajabud Yoh auf seine Seite und eroberte mit einer ungefähr 3000 Mann starken Armee einige siamesische Städte. Letzten Endes wurde der Aufstand jedoch niedergeschlagen und Vientiane samt seiner Herrscherdynastie ausgelöscht. Rajabud Yoh beging auf der Flucht durch einen Sprung von einer Pagode Selbstmord, nach anderen Angaben starb er als Gefangener in Bangkok.

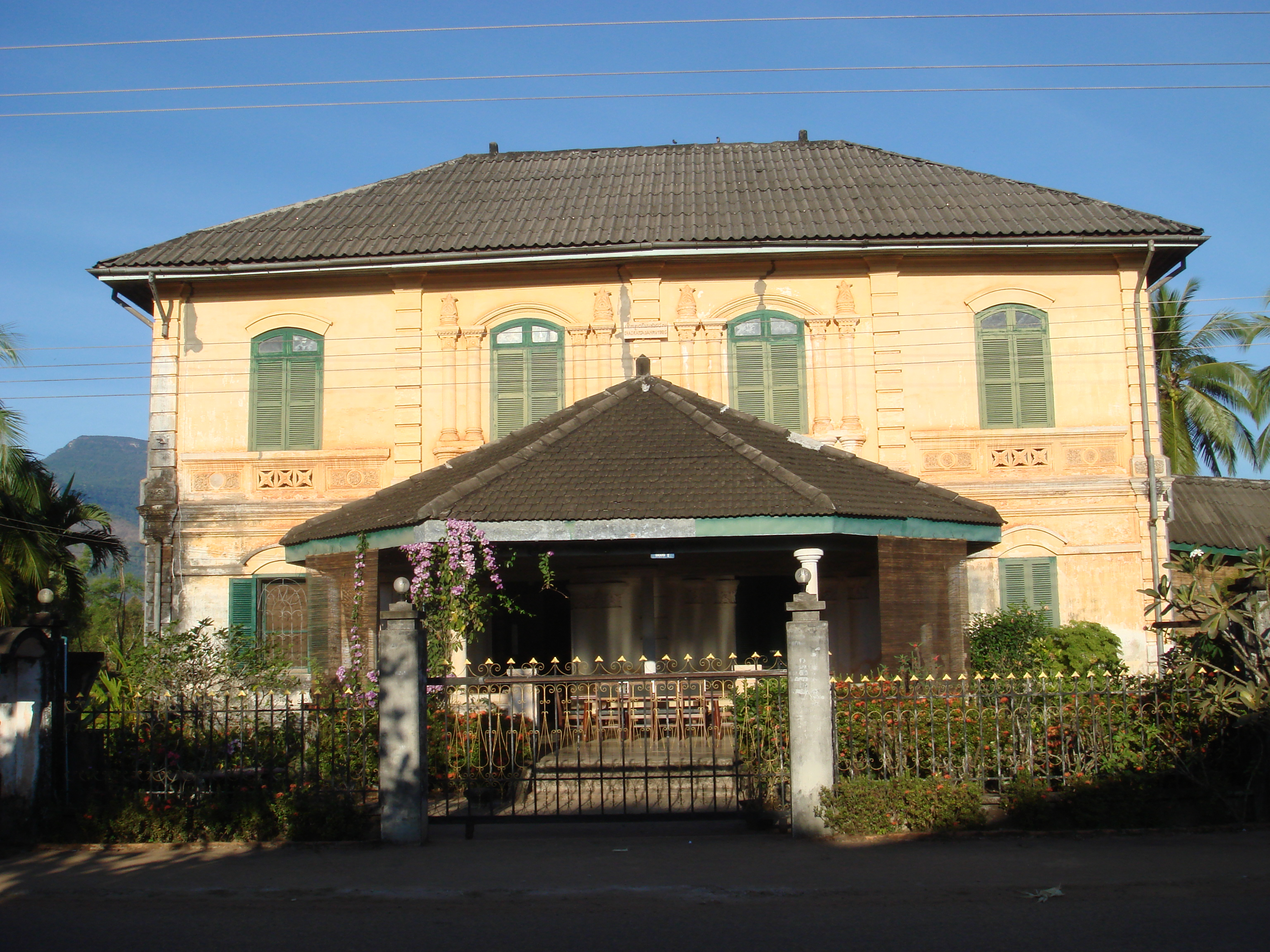
Residenz der Fürsten von Champasak

Nachfolger in Champasak wurde Huy (Hui), ein weiterer Neffe des Thammathevo. Champasak wurde aber endgültig zur autonomen Provinz degradiert und verlor seinen Status als Vasallenstaat. Huy hatte des Weiteren jährlich einen Tribut von 8000 Baht zu zahlen. Nachdem um 1837 die Stadt Champasak niederbrannte, ließ Huy sie an anderer Stelle neu errichten. 1841 starb er mit 61 Jahren, Nachfolger wurde durch Siams Befehl der bisherige Uparat Nark. Dieser starb wiederum nach zehn Jahren Herrschaft 1851 in Bangkok an der Cholera, sein ernannter Nachfolger Boua starb noch vor seiner offiziellen Einsetzung. Nach einem Interregnum folgte 1855/56 Kham Nai, ein Sohn von Huy, starb aber bereits nach zwei Jahren. Ein erneutes kurzes Interregnum folgte bis 1862, als Kham Souk, ein weiterer Sohn Huys, die Herrschaft übernahm und bis 1900 regierte. Er verlegte die Hauptstadt erneut.

### Annexion durch Frankreich

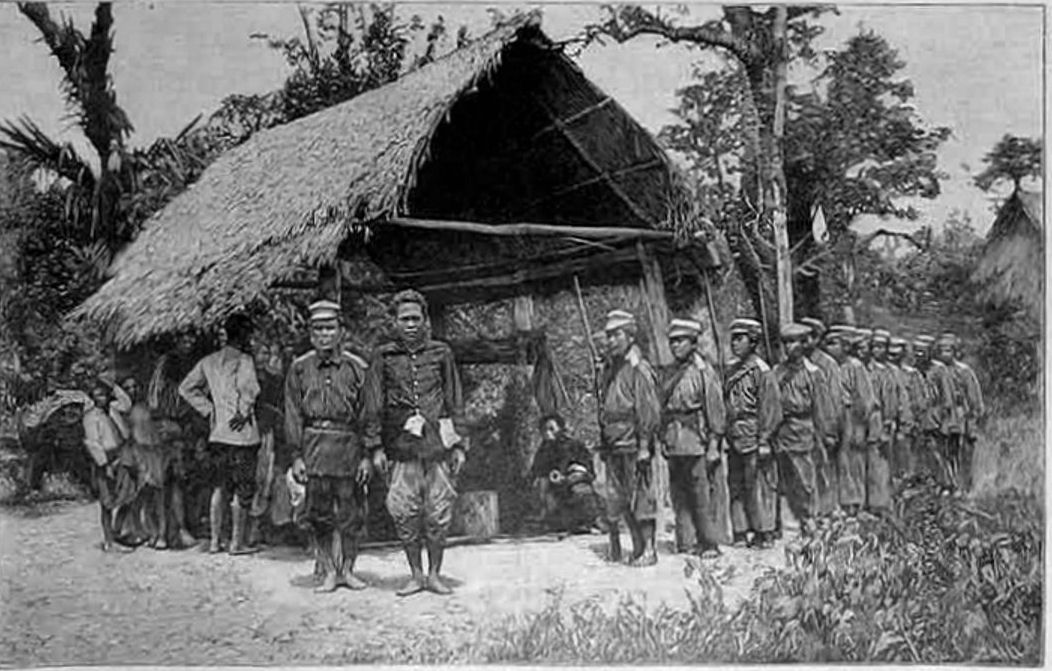
Siamesische Armee in Laos 1893

Zwischen 1867 und 1907 wurde Siam durch Kanonenbootpolitik gezwungen, ungleiche Verträge mit Frankreich einzugehen, durch die der Großteil von Laos und Kambodscha an die französische Kolonie Indochina fiel.

Gebietsverluste Siams

Als Folge des kurzen Französisch-Siamesischen Krieges musste die Regierung in Bangkok 1893 vertraglich auf sämtliche Gebiete links, d. h. östlich des Mekongs verzichten, womit der Großteil von Laos französisch wurde. Champasak, dessen Gebiet sich auf beide Seiten des Flusses verteilte, wurde jedoch damit zweigeteilt: Der größere, östliche Teil fiel an Frankreich, da die Hauptstadt aber am Westufer lag, blieb Kham Souk siamesischer Vasall und damit Herrscher über die Gebiete westlich des Mekong. Frankreich schuf Pakxé als neuen Verwaltungshauptort auf der Ostseite des Mekong. Er starb 1900, Nachfolger wurde Nhouy Ratsadanay. Ratsadanay drängte Frankreich, auf einer Grenzkorrektur zu bestehen, um sein Gebiet wieder zu vereinen. In einem weiteren Vertrag mit Siam erhielt Frankreich 1904 zusätzlich einige kleinere Gebiete westlich des Mekong, dazu gehörte auch die Stadt Champasak.
Nhouy Ratsadanay entschloss sich, sich mit den Franzosen zu arrangieren; der Großteil seiner Familie floh jedoch vor der Kolonialmacht nach Bangkok.
Im Gegensatz zum Königreich Luang Prabang, das aus machtpolitischen Gründen ein offizielles, halbautonomes französisches Protektorat wurde, sah die französische Verwaltung keinen Nutzen in einem Protektoratsvertrag mit Champasak. Aus diesem Grund wurde das Fürstentum Champasak am 22. November 1904 für aufgelöst erklärt; das Gebiet wurde direkt von der Kolonialadministration verwaltet. Durch interne Umgliederungen der Provinzen und Anschluss einiger südlicher Gebiete an Französisch-Kambodscha verschwand das ehemalige Reich Champasak von der Landkarte, übrig blieb nur die Provinz Champasak.
Nhouy Ratsadanay durfte seinen Fürstentitel auf Lebenszeit behalten und wurde Gouverneur der Provinz Champasak, deren Verwaltungszentrum 1908 nach Pakse verlegt wurde. 1934 wurde er von den Franzosen abgesetzt.
Als Folge des Französisch-Thailändischen Krieges 1940/41 während des Zweiten Weltkrieges geriet Champasak noch einmal kurz unter thailändische Herrschaft. Nhouy Ratsadanay wurde von Thailand als Fürst über ganz Champasak anerkannt, de facto blieb er jedoch machtlos, während das Gebiet direkt von Thailand annektiert wurde.

### Thronverzicht
1945 starb Nhouy Ratsadanay, ihm folgte sein Sohn Boun Oum. Dieser verzichtete jedoch im August 1946 zu Gunsten des Königs von Luang Prabang auf den Thron, um so die Bildung eines einheitlichen Königreich Laos zu ermöglichen. Er erhielt dafür vom laotischen König den Titel eines „Fürsten von Champasak“ (im deutschen oftmals als „Prinz“ übersetzt).
Boun Oum wurde in der folgenden Zeit einer der bedeutendsten Politiker des Landes. Nach der endgültigen Unabhängigkeit von Frankreich stellte er sich bald auf Seite der USA und wurde zu einem der wichtigsten Führer der konservativen Parteien im laotischen Bürgerkrieg. Die Provinz Champasak wurde zum Sammelpunkt rechtsgerichteter Kräfte.
Nach dem Sieg der kommunistischen Pathet Lao 1975 kehrte Boun Oum, der sich zur medizinischen Behandlung in Frankreich befand, nie mehr nach Laos zurück. Er starb 1980 im Exil. Sein Sohn Keo Champhonsak ist seitdem Oberhaupt des Hauses.

## Liste der Herrscher von Champasak
Unabhängige Könige von Champasak:
- Soi Sisamouth (Nokasad) 1713–1737/38
- Sayakumane Regent seit 1725, König 1737–1778/79

Herrscher von Champasak unter siamesischer Oberherrschaft:
- Sayakumane 1780–1791
- Fay Na 1791–1807/11
- Nu 1811
- Interregnum bis 1813
- Manoi 1813–1819
- Rajabud Yoh (Prinz von Vientiane) 1819/1821–1826
- Huy 1826–1841
- Nark 1841–1851
- Boua 1851/1852 (vor offizieller Einsetzung gestorben)
- Interregnum bis 1855/56
- Kham Nai 1855/56–1858
- Interregnum bis 1862
- Kham Souk 1862/63–1900
- Nhouy Ratsadanay 1900–1904

Oberhäupter des Fürstenhauses seit 1904:
- Nhouy Ratsadanay 1904–1945
- Boun Oum 1945–1980 (1946 Thronverzicht, ab 1975 im Exil)
- Keo Champhonsak seit 1980.

## Weiterführende Literatur
- Michael Schultze: Die Geschichte von Laos. Von den Anfängen bis zum Beginn der neunziger Jahre. Mitteilungen des Instituts für Asienkunde, Hamburg 1994, ISBN 3-88910-136-4.
- Peter Simms, Sanda Simms: The Kingdoms of Laos. Six Hundred Years of History. Curzon, Richmond 1999, ISBN 0-7007-1125-2.
- Martin Stuart-Fox: A History of Laos. Cambridge University Press, 1997, ISBN 0-521-59746-3.